# Louisiadenhoningvogel
De Louisiadenhoningvogel (Dicaeum nitidum) is een zangvogel uit de familie
Dicaeidae (bastaardhoningvogels).

## Verspreiding en leefgebied
Deze soort is endemisch op de Louisiaden en telt 2 ondersoorten:
- Dicaeum nitidum nitidum: Tagula en Misima.
- Dicaeum nitidum rosseli: Rossel.